# 埃格利索勒
埃格利索勒（法語：Églisolles，法語發音：[eɡlizɔl]）是法国多姆山省的一个市镇，属于昂贝尔区。

## 地理
埃格利索勒（45°27'19"N, 3°53'12"E）面积20.59 平方千米，位于法国奥弗涅-罗讷-阿尔卑斯大区多姆山省，该省份为法国中南部省份，北起阿列省接壤，东临卢瓦尔省，南至上盧瓦爾省和康塔爾省，西接科雷兹省和克勒兹省。
与埃格利索勒接壤的市镇（或旧市镇、城区）包括：巴菲、格朗里夫、萨扬、圣瑞斯特、圣罗曼、维沃罗勒。

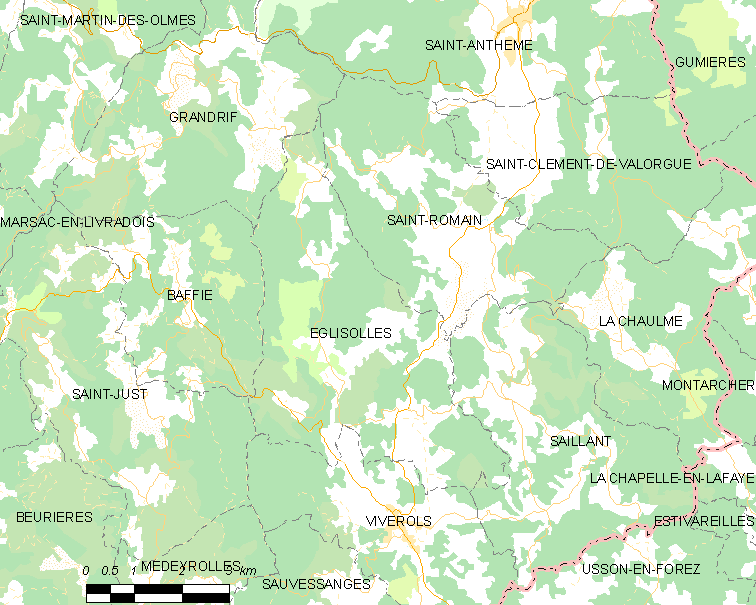
埃格利索勒的OSM定位图

埃格利索勒的时区为UTC+01:00、UTC+02:00（夏令时）。

## 行政
埃格利索勒的邮政编码为63840，INSEE市镇编码为63147。

## 政治
埃格利索勒所属的省级选区为昂贝尔县。

## 人口

1962-2008年间埃格利索勒人口变化图示

埃格利索勒于2022年1月1日时的人口数量为309人。